# Kanton Saint-Louis (Haut-Rhin)
Der Kanton Saint-Louis ist seit 2015 ein französischer Wahlkreis im Arrondissement Mulhouse, im Département Haut-Rhin und in der Region Grand Est (bis 2015 Elsass) in Frankreich.

## Geschichte
Der Kanton wurde am 22. März 2015 neu gebildet. Der neue Kanton Saint-Louis ist deckungsgleich mit dem ehemaligen Kanton Huningue.
Der heutige Kanton Saint-Louis grenzt im Nordwesten an den Kanton Brunstatt-Didenheim, im Nordosten und Osten an Deutschland, im Südosten, Süden und Südwesten an die Schweiz sowie im Westen an den Kanton Altkirch.

## Gemeinden
Der Kanton besteht aus 21 Gemeinden mit insgesamt 59.087 Einwohnern (Stand: 1. Januar 2022) auf einer Gesamtfläche von 140,32 km²:
| Gemeinde           | Elsässisch       | Deutsch          | Einwohner (2022) | Fläche (km²) | Code postal | Code Insee |
| ------------------ | ---------------- | ---------------- | ---------------- | ------------ | ----------- | ---------- |
| Attenschwiller     | Àtteschwíller    | Attenschweiler   | 978              | 5,11         | 68220       | 68013      |
| Blotzheim          | Blohze           | Blotzheim        | 5.077            | 14,60        | 68730       | 68042      |
| Buschwiller        | Büschwíller      | Buschweiler      | 1.053            | 4,16         | 68220       | 68061      |
| Folgensbourg       | Folgeschburg     | Folgensburg      | 902              | 6,72         | 68220       | 68094      |
| Hagenthal-le-Bas   | Neederhàgethàl   | Niederhagenthal  | 1.371            | 6,20         | 68220       | 68120      |
| Hagenthal-le-Haut  | Oberhàgethàl     | Oberhagenthal    | 745              | 4,92         | 68220       | 68121      |
| Hégenheim          | Hagene           | Hegenheim        | 3.403            | 6,70         | 68220       | 68126      |
| Hésingue           | Häsige           | Hesingen         | 2.902            | 9,14         | 68220       | 68135      |
| Huningue           | Hìnige           | Hüningen         | 7.410            | 2,86         | 68330       | 68149      |
| Knœringue          | Knehrige         | Knöringen        | 376              | 4,68         | 68220       | 68168      |
| Leymen             | Layme            | Leymen           | 1.263            | 11,64        | 68220       | 68182      |
| Liebenswiller      | Liebedswíller    | Liebensweiler    | 183              | 3,87         | 68220       | 68183      |
| Michelbach-le-Bas  | Needermíchelbàch | Niedermichelbach | 709              | 4,94         | 68730       | 68207      |
| Michelbach-le-Haut | Obermíchelbàch   | Obermichelbach   | 621              | 7,38         | 68220       | 68208      |
| Neuwiller          | Neiwíller        | Neuweiler        | 520              | 3,72         | 68220       | 68232      |
| Ranspach-le-Bas    | Neederraischbe   | Niederranspach   | 632              | 4,43         | 68730       | 68263      |
| Ranspach-le-Haut   | Oberraispe       | Oberranspach     | 626              | 4,39         | 68220       | 68264      |
| Rosenau            | Rosenöi          | Rosenau          | 2.388            | 6,47         | 68128       | 68286      |
| Saint-Louis        | Saint-Louis      | Sankt Ludwig     | 22.530           | 16,85        | 68300       | 68297      |
| Village-Neuf       | Neidorf          | Neudorf          | 4.617            | 6,83         | 68128       | 68349      |
| Wentzwiller        | Wanzwíller       | Wenzweiler       | 781              | 4,71         | 68220       | 68362      |
| Kanton Saint-Louis | Saint-Louis      | Sankt Ludwig     | 59.087           | 140,32       | -           | 6807       |

## Politik
Im 1. Wahlgang am 22. März 2015 erreichte keines der vier Wahlpaare die absolute Mehrheit. Bei der Stichwahl am 29. März 2015 gewann das Gespann Max Delmond/Pascale Schmidiger (beide UDI) gegen Katia Di Leonardo/Denis Pint (beide FN) mit einem Stimmenanteil von 68,61 % (Wahlbeteiligung:43,33 %).
Seit 2015 hat der Kanton folgende Abgeordnete im Rat des Départements:
| Vertreter im Rat des Départements | Vertreter im Rat des Départements | Vertreter im Rat des Départements    |
| Amtszeit                          | Name                              | Partei                               |
| --------------------------------- | --------------------------------- | ------------------------------------ |
| 2015–                             | Max Delmond Pascale Schmidiger    | Union des démocrates et indépendants |